# The Great American Bash (2004)
The Great American Bash 2004 est la première édition de The Great American Bash, une compétition de catch professionnel, aujourd'hui rebaptisée The Bash, télédiffusée et visible uniquement en paiement à la séance. Elle s'est déroulée le 27 juin 2004 à la salle omnisports Norfolk Scope de la ville de Norfolk, dans l'État de Virginie, aux États-Unis.

## Tableau des matchs
| Ordre             | Match                                                                      | Stipulations                                        | Temps |
| ----------------- | -------------------------------------------------------------------------- | --------------------------------------------------- | ----- |
| Sunday Night Heat | Spike Dudley bat Jamie Noble                                               | match simple                                        | 04:13 |
| 1                 | John Cena (c) bat René Duprée, Booker T, et Rob Van Dam                    | pour le WWE United States Championship              | 15:52 |
| 2                 | Luther Reigns (with Kurt Angle) battent Charlie Haas (avec Miss Jackie)    | match simple                                        | 07:11 |
| 3                 | Rey Mysterio (c) bat Chavo Guerrero                                        | match simple pour le WWE Cruiserweight Championship | 19:40 |
| 4                 | Kenzo Suzuki (avec Hiroko Suzuki) bat Billy Gunn                           | match simple                                        | 08:06 |
| 5                 | Sable bat Torrie Wilson                                                    | match simple                                        | 06:06 |
| 6                 | Mordecai bat Hardcore Holly                                                | match simple                                        | 06:31 |
| 7                 | John "Bradshaw" Layfield bat Eddie Guerrero (c)                            | pour le WWE Championship                            | 21:06 |
| 8                 | The Undertaker bat The Dudley Boyz (Bubba Ray et D-Von) (avec Paul Heyman) | Handicap Concrete Crypt match                       | 14:42 |

| Fatal Four-Way éliminations | Fatal Four-Way éliminations | Fatal Four-Way éliminations | Fatal Four-Way éliminations | Fatal Four-Way éliminations |
| Elimination #               | Catcheurs                   | Éliminé par                 | Prise                       | Temps                       |
| --------------------------- | --------------------------- | --------------------------- | --------------------------- | --------------------------- |
| 1                           | Van Dam                     | Cena                        | Tombé après un Roll-up      | 08:19                       |
| 2                           | Duprée                      | Booker                      | Tombé après un FU de Cena   | 11:17                       |
| 3                           | Booker                      | Cena                        | Tombé après un FU           | 15:52                       |